# Redslareds distrikt
Redslareds distrikt är ett distrikt i Svenljunga kommun och Västra Götalands län. 
Distriktet ligger väster om Svenljunga. 

## Tidigare administrativ tillhörighet
Distriktet inrättades 2016 och utgörs av socknen Redslared i Svenljunga kommun.
Området motsvarar den omfattning Redslareds församling hade vid årsskiftet 1999/2000.